# Bob et Bobette (périodique)
 (août 2025).
Pour les articles homonymes, voir Bob et Bobette (homonymie).
Le journal Bob et Bobette est un périodique de bande dessinée créé en juillet 1946 par les éditions Dargaud. À partir d'octobre 1947 il prend la forme de récits complets et se poursuivra jusqu'en juillet 1948.
Bob et Bobette était à l'origine (années 1930) une production musicale française prévue à l'attention des enfants écrite par René-Paul Groffe qui écrira les premiers scénarios de la bande dessinée de Loÿs Pétillot.

## Historique

### Série hebdomadaire
Le journal parait comme un hebdomadaire du no 1 à 54.
Les principales bandes dessinées sont :
- Tarzan de André Gosselin
- Hoppy de Chad Grothkopf
- Bob et Bobette de Loÿs Pétillot
- La Famille Hardy de Henry Le Monnier
- Les Mousquetaires de l'océan d'Étienne Le Rallic
- S.O.S. étoile de Loÿs Pétillot
- Poste 304 d'Eugène Gire
- Radarius de Helpey puis Loÿs Pétillot

### Série mensuelle (récits complets)
Le journal se poursuit sous la forme de récits complets mensuels jusqu'au no 64. Les thèmes sont l'aventure et la science fiction.
Les récits complets sont :
no 55 La cité des pieuvres de Bob Dan
no 56 Radarius face aux martiens de Loÿs Pétillot
no 57 André Mystere contre le Dragon Jaune de Bob Dan et Maurice Limat
no 58 Roi de l'Atlantide
no 59 X.21 contre les ondes infernales
no 60 Le mystère sous-marin
no 61 André Mystère défie la Chauve-Souris de Bob Dan
no 62 Sous le signe du scalp
no 63 X.21 contre X.21 de Dupuy-Franck et Jean-André Richard
no 64 Le capitaine Sabre-au-Clair